# Saxifraga reuteriana
Saxifraga reuteriana är en stenbräckeväxtart som beskrevs av Pierre Edmond Boissier. Saxifraga reuteriana ingår i Bräckesläktet som ingår i familjen stenbräckeväxter. Inga underarter finns listade i Catalogue of Life.